# Needville (Teksas)
Needville je grad u američkoj saveznoj državi Teksas. Prema popisu stanovništva iz 2010. u njemu je živjelo 2.823 stanovnika.